# Миккельсен, Мадс
Мадс Ди́ттманн Ми́ккельсен (дат. Mads Dittmann Mikkelsen, род. 22 ноября 1965, Копенгаген, Дания) — датский актёр. Известен исполнением персонажей-антагонистов в таких фильмах как «Доктор Стрэндж», «Казино „Рояль“», в телесериале «Ганнибал» (2013—2015). В 2022 году сыграл роль злодея Геллерта Грин-Де-Вальда в фильме «Фантастические твари: Тайны Дамблдора» после «отмены» Джонни Деппа.
Удостоен Приза Каннского кинофестиваля за роль в фильме «Охота» режиссёра Томаса Винтерберга. Награждён рыцарским орденом Даннеброг лично королевой Дании Маргрете II 15 апреля 2010 года.

## Биография
Родился в городском округе Копенгагена Эстербро, став вторым ребёнком в семье медсестры Бенте Кристенсен и банковского служащего Хеннинга Миккельсена. Он и его старший брат Ларс Миккельсен, также ставший актёром, выросли в округе Нёрребро.
В юности занимался гимнастикой и танцами, учился в балетной академии Гётеборга. В 1996 году окончил театральную школу Arhus Theatre School и до середины 90-х годов работал в датской киноиндустрии.
После небольших ролей в короткометражных фильмах «Кафе Гектор» (Café Hector) и «Цветы Заключённого» (Blomsterfangen), вышедших в 1996 году, он играет свою первую крупную роль — Тонни в фильме «Дилер». Затем снова последовала череда малозаметных ролей. Первое признание публики актёр получил в 2000 году, сыграв в фильме «Мерцающие огни» и роль Аллана Фишера в датском полицейском сериале «Спецподразделение».
В значительной степени известность актёра выросла после того, как датские журналы удостоили его титула «самого сексуального мужчины Дании». Позитивные отзывы дома и за пределами Дании Мадс Миккельсен получил в 2002 году после работы в датском фильме «Открытые сердца». Однако уже в 2003, оторвавшись от датского кино, Мадс появляется в испанской комедии «Торремолинос 73». В следующем 2004 году он играет роль Тристана в историческом фильме «Король Артур» в ансамбле с такими известными актёрами, как Клайв Оуэн и Кира Найтли. После небольшого американского отступления Миккельсен вновь появляется в роли Тонни в фильме «Дилер 2».

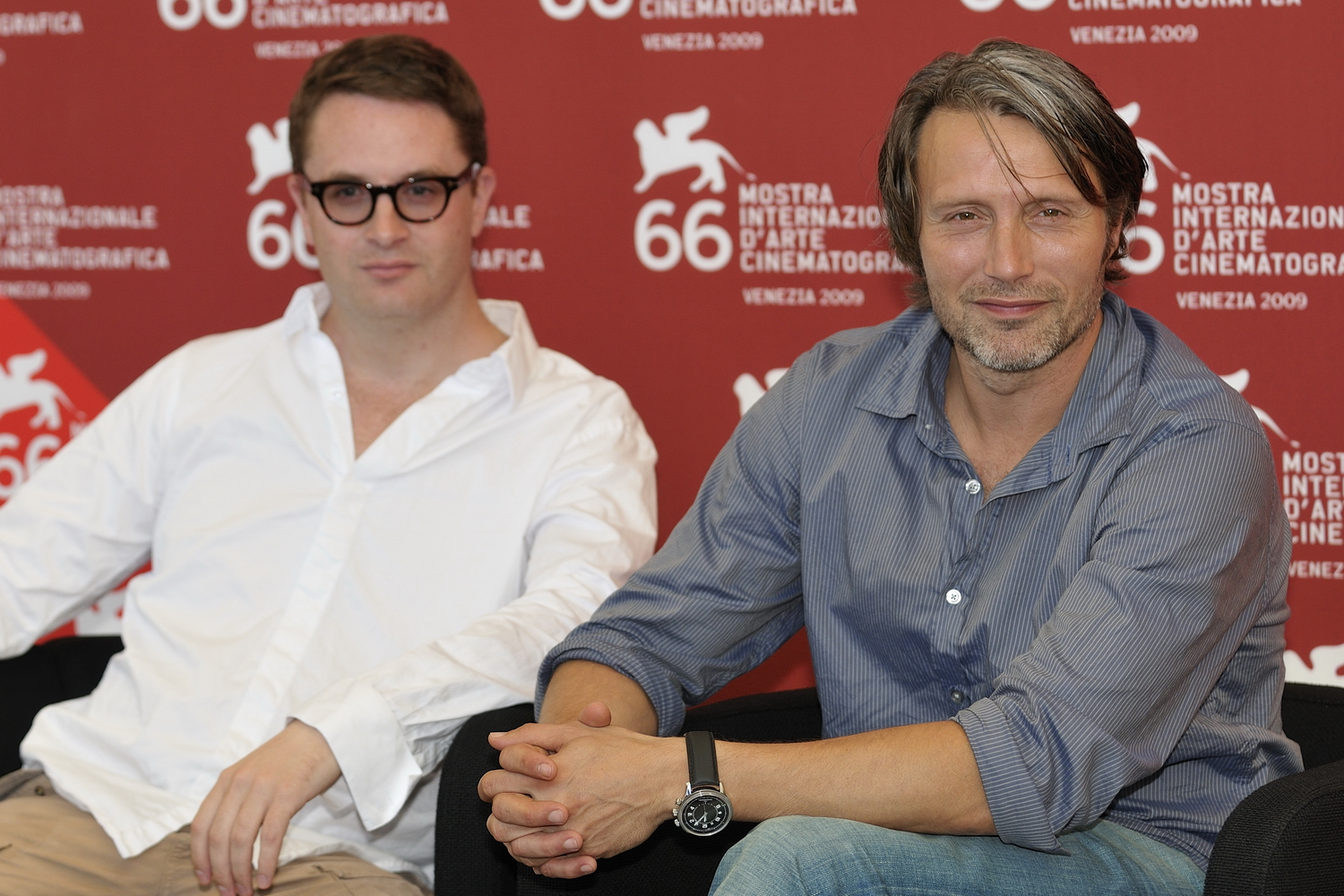
Николас Виндинг Рефн и Мадс Миккельсен на 66-м фестивале кино в Венеции, 2009 год

Настоящим прорывом для актёра стала главная роль в датском фильме «После свадьбы», за которую актёр был удостоен нескольких премий и номинаций различных кинофестивалей за исполнение главной мужской роли. В том же 2006 году вместе с лучшим другом Дэниелом Крейгом и Евой Грин принял участие в работе над фильмом «Казино Рояль» из серии «бондианы», где убедительно сыграл злодея Ле Шиффра. Его игра не разочаровала поклонников, и, видимо, гарантировала актёру большие роли в будущем.
В 2009 году вышла картина «Коко Шанель и Игорь Стравинский», в которой Миккельсен исполнил главную мужскую роль, сыграв русского композитора Игоря Стравинского; фильм закрывал 62-й Каннский фестиваль. В 2011 году Миккельсена можно было увидеть в роли Графа Рошфора в приключенческом боевике Пола Андерсона «Мушкетёры», вольной интерпретации романа «Три мушкетёра» Александра Дюма.
Роль воспитателя детского сада Лукаса в психологической драме Томаса Винтерберга «Охота» принесла Миккельсену приз за лучшую мужскую роль 65-го Каннского кинофестиваля.
В 2013 году принял участие в телесериале «Ганнибал», сыграв главного героя Ганнибала Лектера, известного серийного убийцу-каннибала. Сериал имел огромный успех, а сам Мадс получил премию Сатурн в категории «Лучший телеактёр», а также две номинации.
В декабре 2016 года на мероприятии The Game Awards был показан второй тизер новой игры Хидэо Кодзимы Death Stranding, в котором фигурировали персонажи, смоделированные по образам Мадса Миккельсена и Гильермо Дель Торо. Cмоделированный по образу Миккельсена персонаж — один из антагонистов игры, наделённый сверхъестественными способностями.

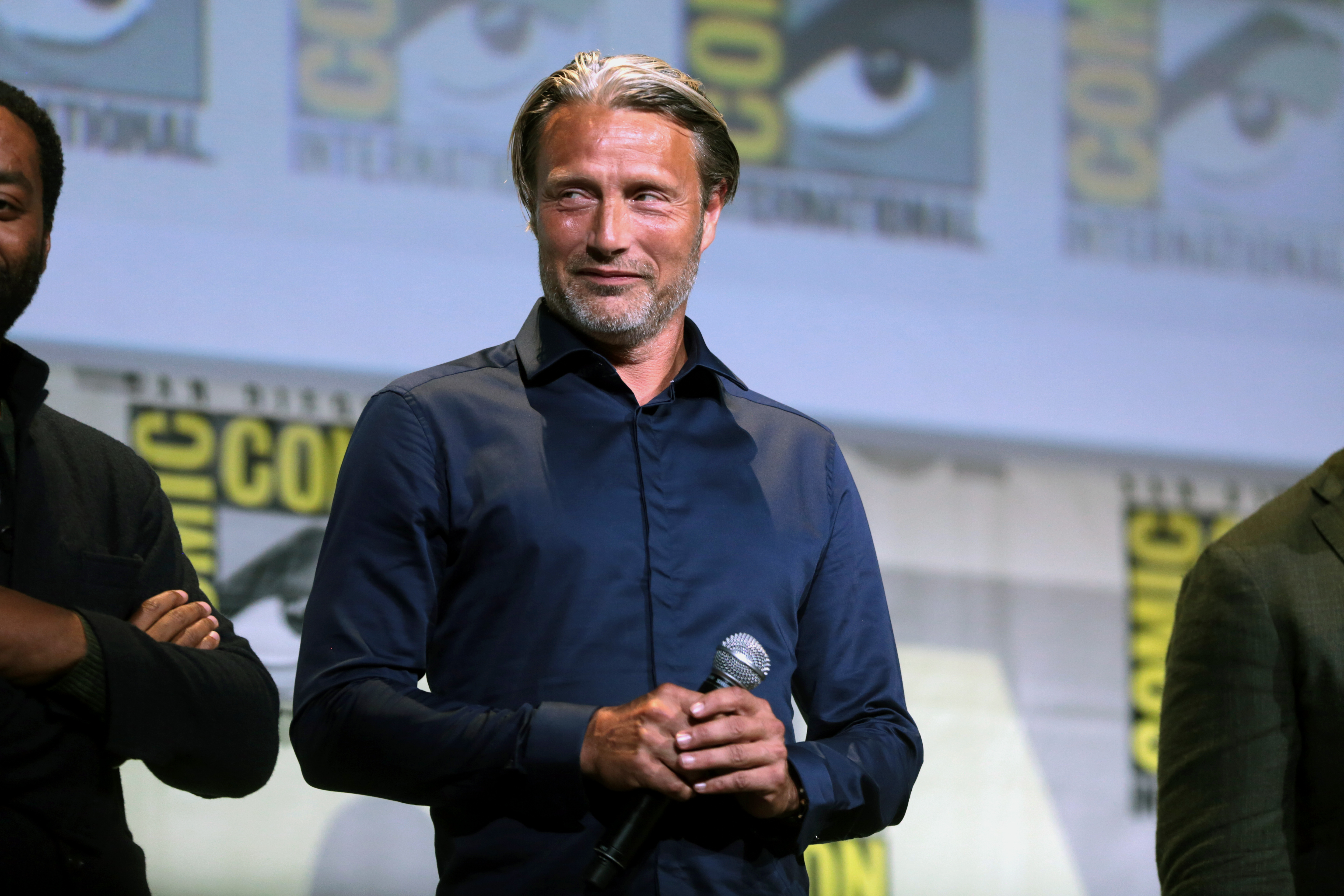
Мадс Миккельсен на San Diego Comic Con 2016

В том же году состоялись премьеры двух крупных проектов под названиями «Доктор Стрэндж» и «Изгой-один. Звёздные войны: Истории». В супергеройском фильме Marvel Миккельсен сыграл главного злодея, вступившего в борьбу с персонажем Бенедикта Камбербэтча, а в спин-оффе киносаги «Звёздные войны» — отца главной героини в исполнении Фелисити Джонс.
3 сентября 2018 года в рамках официального конкурса 75-го Венецианского кинофестиваля состоялась премьера фильма «Ван Гог. На пороге вечности», который вышел в российский прокат 7 февраля 2019 года.
В ноябре 2020 года стало известно, что актёр заменит Джонни Деппа в роли волшебника Геллерта Грин-де-Вальда во франшизе «Фантастические твари и где они обитают». В 2022 году был анонсирован фильм с участием Миккельсена «Меч короля», режиссёром которого стал Николай Арсель. В фильме Джеймса Мэнголда «Индиана Джонс и Колесо судьбы» Миккельсен сыграл главного злодея, который отправился на поиски древнего артефакта, способного изменить ход истории.
В июле 2023 года Мадс Миккельсен в интервью журналу GQ признался, что ему нравится играть неоднозначных персонажей, и он предпочтёт роль странного неудачника, чем положительного героя.

## Личная жизнь
В 2000 году Миккельсен женился на хореографе Ханне Якобсен, с которой встречался с 1987 года. У них есть двое детей — дочь Виола Якобсен (род. 1992) и сын Карл Якобсен (род. 1997).
Мадс Миккельсен является поклонником аргентинского футболиста Лионеля Месси.
Миккельсен придерживается нерелигиозности.

## Фильмография
| Год  |     | Русское название                      | Оригинальное название                       | Роль                       |
| ---- | --- | ------------------------------------- | ------------------------------------------- | -------------------------- |
| 1996 | кор | Кафе Гектор                           | Café Hector                                 | Андерс                     |
| 1996 | кор | Цветы Заключенного                    | Blomsterfangen                              | Макс                       |
| 1996 | ф   | Дилер                                 | Pusher                                      | Тонни                      |
| 1998 | ф   | Заблудившийся                         | Vildspor                                    | Джимми                     |
| 1998 | ф   | Ангел Ночи                            | Nattens engel                               | Ронни                      |
| 1999 | кор | Том Мерритт                           | Tom Merritt                                 | Том Мерритт                |
| 1999 | ф   | Истекающий кровью                     | Bleeder                                     | Лении                      |
| 2000 | ф   | Мерцающие огни                        | Blinkende lygter                            | Арне                       |
| 2000 | с   | Спецподразделение                     | Rejseholdet                                 | Фишер                      |
| 2001 | ф   | Мир Моны                              | Monas verden                                | Каспер                     |
| 2001 | ф   | Всё кувырком                          | En Kort en lang                             | Якоб                       |
| 2002 | ф   | Я — Дина                              | I Am Dina                                   | Нильс                      |
| 2002 | с   | Бертельсен — несвежие новости         | Bertelsen — de uaktuelle nyheder            | Аллан Фишер                |
| 2002 | ф   | Открытые сердца                       | Elsker dig for evigt                        | Нильс                      |
| 2002 | ф   | Уилбур хочет покончить с собой        | Wilbur Wants to Kill Himself                | Доктор Хорст               |
| 2002 | кор | Ню                                    | Nu                                          | Якоб                       |
| 2003 | кор | Ныряльщик                             | The Boy Below                               | Фар                        |
| 2003 | ф   | Зеленые мясники                       | De grønne slagtere                          | Свенд                      |
| 2003 | ф   | Торремолинос 73                       | Torremolinos 73                             | Магнус                     |
| 2004 | ф   | Король Артур                          | King Arthur                                 | Тристан                    |
| 2004 | ф   | Дилер 2                               | Pusher 2                                    | Тонни                      |
| 2005 | ф   | Адамовы яблоки                        | Adams æbler                                 | Иван                       |
| 2005 | с   | Юлия                                  | Julie                                       | Гаральд, отец Юлии         |
| 2006 | ф   | После свадьбы                         | Efter brylluppet                            | Якоб                       |
| 2006 | ф   | Прага                                 | Prague                                      | Кристофер                  |
| 2006 | ф   | Выход                                 | Exit                                        | Томас Скепхулт             |
| 2006 | ф   | Казино «Рояль»                        | Casino Royale                               | Лё Шиффр                   |
| 2008 | ф   | Пламя и Цитрон                        | Flammen & Citronen                          | Цитрон                     |
| 2008 | ки  | 007: Quantum of Solace                | 007: Quantum of Solace                      | Лё Шиффр                   |
| 2009 | ф   | Коко Шанель и Игорь Стравинский       | Coco Chanel & Igor Stravinsky               | Игорь Стравинский          |
| 2009 | ф   | Дверь                                 | Die Tür                                     | Давид Андернах             |
| 2009 | ф   | Валгалла: Сага о викинге              | Valhalla Rising                             | Одноглазый / англ. One Eye |
| 2010 | ф   | Битва титанов                         | Clash of the Titans                         | Драко                      |
| 2011 | ф   | Мушкетёры                             | The Three Musketeers                        | Граф Рошфор                |
| 2012 | ф   | Королевский роман                     | En kongelig affære                          | Иоганн Фридрих Струэнзе    |
| 2012 | ф   | Охота                                 | Jagten                                      | Лукас                      |
| 2012 | с   | Двигайся                              | Move On                                     | Марк                       |
| 2013 | с   | Ганнибал                              | Hannibal                                    | Ганнибал Лектер            |
| 2013 | ф   | Опасная иллюзия                       | The Necessary Death of Charlie Countryman   | Найджел                    |
| 2013 | ф   | Михаэль Кольхаас                      | Michael Kohlhaas                            | Михаэль Кольхаас           |
| 2014 | ф   | Спасение                              | The Salvation                               | Йон                        |
| 2015 | ф   | Мужчины и цыплята                     | Mænd & høns                                 | Элиас                      |
| 2016 | ф   | Доктор Стрэндж                        | Doctor Strange                              | Кецилий                    |
| 2016 | кор | Призрак                               | Le Fantôme                                  | Призрак / фр. Le Fantôme   |
| 2016 | ф   | Изгой-один. Звёздные войны: Истории   | Rogue One: A Star Wars Story                | Гален Эрсо                 |
| 2018 | ф   | Затерянные во льдах                   | Arctic                                      | Овергор / дат. Overgård    |
| 2018 | ф   | Ван Гог. На пороге вечности           | At Eternity’s Gate                          | священник                  |
| 2019 | ф   | Полярный                              | Polar                                       | Дункан Визла               |
| 2019 | ки  | Death Stranding                       | Death Stranding                             | Клиффорд Унгер             |
| 2020 | ф   | Ещё по одной                          | Druk                                        | Мартин                     |
| 2020 | ф   | Рыцари справедливости                 | Retfærdighedens ryttere                     | Маркус                     |
| 2021 | ф   | Поступь хаоса                         | Chaos Walking                               | мэр Дэвид Прентисс         |
| 2022 | ф   | Фантастические твари: Тайны Дамблдора | Fantastic Beasts: The Secrets of Dumbledore | Геллерт Грин-де-Вальд      |
| 2023 | ф   | Меч короля                            | The Bastard                                 | Людвиг фон Кален           |
| 2023 | ф   | Индиана Джонс и Колесо судьбы         | Indiana Jones and the Dial of Destiny       | Юрген Воллер               |
| 2024 | мф  | Муфаса: Король Лев                    | Mufasa: The Lion King                       | Кирос                      |
|      | ф   | Пыльный кролик                        | Dust Bunny                                  |                            |
|      | ф   |                                       | The Last Viking                             | Манфред                    |
|      | ф   |                                       | The Black Kaiser                            |                            |

### Музыкальные видео
| Год  | Артист    | Название                     |
| ---- | --------- | ---------------------------- |
| 2009 | Jokeren   | «Sig Ja»                     |
| 2011 | Sólstafir | «Djákninn»                   |
| 2015 | Рианна    | «Bitch Better Have My Money» |

## Награды и номинации
К настоящему времени имеет 24 награды и ещё 33 номинации, оставшихся без победы, в области кино.
Ниже перечислены основные награды и номинации. Полный список см. на IMDb.com
Награды
- Европейская киноакадемия
  - 2011 — За выдающиеся достижения в мировом кино
  - 2012 — Серебряная премия за лучшую мужскую роль в фильме «Охота»
  - 2020 — Лучшая мужская роль за фильм «Ещё по одной»
- Премия «Сатурн»
  - 2014 — Лучший телеактёр за сериал «Ганнибал»
- The Game Awards 2019
  - 2019 — Лучшая актёрская игра в Death Stranding
- Сан-Себастьян

2020 — Серебряная раковина за роль в фильме «Ещё по одной»
Номинации
- Европейская киноакадемия
  - 2006 — Лучшая мужская роль за фильм «После свадьбы»
  - 2008 — Серебряная премия за лучшую мужскую роль в фильме «Пламя и Цитрон»
  - 2012 — Серебряная премия за лучшую мужскую роль в фильме «Охота»
- Кинопремия «Сезар»
  - 2014 — Лучший актёр за фильм «Михаэль Кольхаас»
- Премия «Сатурн»
  - 2015 — Лучший телеактёр за сериал «Ганнибал»
- Британская академия

2021 — Лучшая мужская роль за фильм «Ещё по одной»